# Louis Malle
(Louis Malle)
Louis Malle (Thumeries, 30 ottobre 1932 – Beverly Hills, 23 novembre 1995) è stato un regista, sceneggiatore e produttore cinematografico francese.
Esponente della Nouvelle Vague, attento alla qualità formale dell'immagine e alla dimensione figurativa, fu in costante polemica antiborghese.

## Biografia
Figlio dell'alta borghesia, discendente della nobiltà francese, la sua famiglia si era arricchita grazie al commercio dello zucchero durante il periodo napoleonico. A 14 anni comincia ad appassionarsi alla tecnica delle riprese utilizzando la macchina da presa 8 mm del padre. La famiglia tenta di distoglierlo dall'interesse per il cinema, avviandolo a studi classici e a scienze politiche alla Sorbona, che abbandona per seguire i corsi della Scuola superiore di cinema di Parigi, apprendendo la professione di cameraman.
In questi anni sviluppa la collaborazione con Jacques Cousteau, esploratore oceanografico, partecipando ad alcune spedizioni in qualità di addetto alle riprese. Nel 1955, con il documentario subacqueo Il mondo del silenzio, vince assieme a Cousteau la Palma d'oro al Festival di Cannes; nel 1956, per lo stesso film, Cousteau venne insignito del Premio Oscar. Durante le riprese subisce la rottura di un timpano a causa di un'immersione in profondità, il che gli impedisce di proseguire il lavoro in questo tipo di documentari.
Incomincia così la sua carriera di regista, nel periodo della Nouvelle Vague, movimento al quale comunque Malle non dichiarerà mai di voler aderire, seguendo una sua linea parallela ma sempre distinta. Nel 1956 è aiuto regista di Robert Bresson per Un condannato a morte è fuggito. L'anno dopo, a 25 anni, realizza il primo lungometraggio a soggetto, Ascensore per il patibolo (Ascenseur Pour L'Échafaud), un giallo con Jeanne Moreau che ottiene il premio Louis-Delluc. La colonna sonora, composta ed eseguita da Miles Davis, diventa un classico del jazz. 
Il successivo Gli amanti (Les Amants), sempre con Jeanne Moreau, suscita interesse e scalpore alla Mostra di Venezia, dove nel 1958 conquista il premio speciale della giuria. Malle prosegue nella propria carriera dirigendo i grandi attori francesi di quegli anni, da Brigitte Bardot a Jean-Paul Belmondo. Nel 1964 mette in scena a Spoleto un allestimento de Il cavaliere della rosa di Richard Strauss, mentre nel 1969 partecipa come attore a La fiancée du pirate, film diretto da Nelly Kaplan.
Nel 1987 esce il film Au revoir les enfants (in italiano Arrivederci ragazzi), vincitore del Leone d'oro al Festival del cinema di Venezia. Nel 1992 dirige Il danno, tratto dall'omonimo romanzo di Josephine Hart. 
Malle muore nel 1995 a causa di un linfoma.

## Vita privata
Malle si sposò tre volte, ed ebbe due figli da relazioni esterne al matrimonio. Dal 1980 alla morte è stato sposato con l'attrice statunitense Candice Bergen, da cui nel 1985 ha avuto una figlia.

## Premi
David di Donatello
- 1988 - Miglior film straniero (Francia) per Arrivederci ragazzi
- 1988 - Miglior regista straniero per Arrivederci ragazzi
- 1988 - Migliore sceneggiatura straniera per Arrivederci ragazzi
- 1990 - Nomination Miglior film straniero per Milou a maggio
- 1990 - Miglior regista straniero per Milou a maggio

Festival di Cannes
- Palma d'oro a Cannes nel 1955 per il miglior documentario per Il mondo del silenzio

Festival di Venezia
- Premio speciale alla Mostra di Venezia nel 1958 per Gli amanti
- Leone d'argento - Gran premio della giuria alla Mostra di Venezia nel 1963 per Fuoco fatuo
- Leone d'oro al miglior film alla Mostra di Venezia nel 1980 per Atlantic City
- Leone d'oro al miglior film alla Mostra di Venezia nel 1987 per Arrivederci ragazzi

## Filmografia

### Lungometraggi
- Ascensore per il patibolo (Ascenseur Pour L'Échafaud) (1958)
- Gli amanti (Les Amants) (1958)
- Zazie nel metrò (Zazie dans le Métro) (1960)
- Vita privata (Vie Privée) (1961)
- Fuoco fatuo (Le Feu Follet) (1963)
- Viva Maria! (1965)
- Il ladro di Parigi (Le Voleur) (1966)
- William Wilson, episodio di Tre passi nel delirio (1967)
- Soffio al cuore (Le Souffle Au Cœur) (1971)
- Cognome e nome: Lacombe Lucien (Lacombe Lucien) (1974)
- Luna nera (Black Moon) (1975)
- Pretty Baby (1978)
- Atlantic City, U.S.A. (Atlantic City) (1980)
- La mia cena con André (My Dinner with André) (1981)
- Alamo Bay (1984)
- Crackers (1984)
- Arrivederci ragazzi (Au Revoir Les Enfants) (1987)
- Milou a maggio (Milou en Mai) (1989)
- Il danno (Fatale) (1992)
- Vanya sulla 42esima strada (Vanya on 42nd Street) (1994)

### Cortometraggi
- Station 307 (1954)
- La Fontaine de Vaucluse (1955)
- Vive le Tour (1962)
- Bons Baisers de Bangkok (1964)

### Documentari
- Il mondo del silenzio (1956)
- Calcutta (1969)
- L'India fantasma, film TV in 7 puntate (1969)
- Piazza della Repubblica (1974)
- A human condition, co-regia di René Vautier (1974)
- God's Country (1985)
- ...And the Pursuit of Happiness (1986)

## Opere letterarie
- Arrivederci ragazzi, Archimede editrice, 1993, ISBN 8879520040
- Il mio cinema - conversazione con Philp French, Le Mani-Microart's, 1994